# ラ・トゥイール (イタリア)
ラ・トゥイール、ラ・テュイル（フランス語: La Thuile [la tɥil]）は、イタリア共和国ヴァッレ・ダオスタ州にある、人口約800人の基礎自治体（コムーネ）。
アルプス越えの交通路であったプチ・サン・ベルナール峠のイタリア側（北東側）に位置する集落である。

## 地理

### 位置・広がり

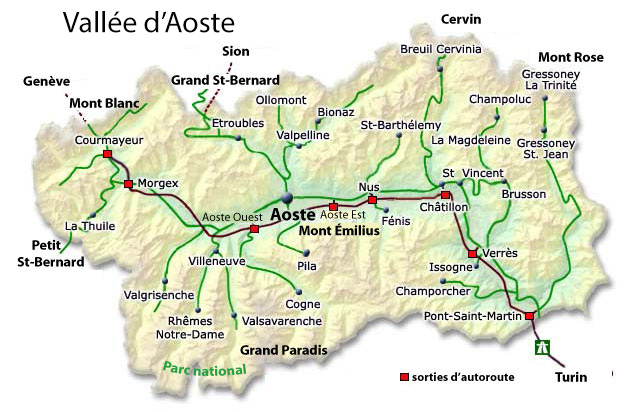
ヴァッレ・ダオスタ州地図

#### 隣接コムーネ
隣接するコムーネは以下の通り。FRはフランス領（FR-73はサヴォワ県所属）を示す。
- クールマイユール - 北
- プレ＝サン＝ディディエ - 北東
- モルジェ - 北東
- ラ・サル - 東
- アヴィーゼ - 南東
- アルヴィエ - 南東
- ヴァルグリザンシュ - 南東
- Sainte-Foy-Tarentaise (FR-73) - 南
- Montvalezan (FR-73) - 南西
- Séez (FR-73) - 南西
- ブール＝サン＝モーリス (FR-73) - 西

## 行政

### 分離集落
ラ・トゥイールには、以下の分離集落（フラツィオーネ）がある。
- Arly, Bathieu, Buic, Entrèves, Grande Golette, Les Granges, Moulin, Petite Golette, Pont Serrand, Thovex, Villaret

## 姉妹都市
- アラッシオ、イタリア
- ライグエーリア、イタリア